# وارامان (أرخالة)
وارامان هو دُوَّار يقع بجماعة ارفالة، إقليم أزيلال، جهة بني ملال خنيفرة في المملكة المغربية. ينتمي الدوّار لمشيخة أرخالة التي تضم 10 دواوير. يقدر عدد سكانه بـ 1350 نسمة حسب الإحصاء الرسمي للسكان والسكنى لسنة 2004.

## روابط خارجية
- البوابة الوطنية للجماعات الترابية
- المندوبية السامية للتخطيط